# Ectatoderus nigriventris
Ectatoderus nigriventris is een rechtvleugelig insect uit de familie Mogoplistidae. De wetenschappelijke naam van deze soort is voor het eerst geldig gepubliceerd in 1847 door Guérin-Méneville.